# Jacques Hogewoning

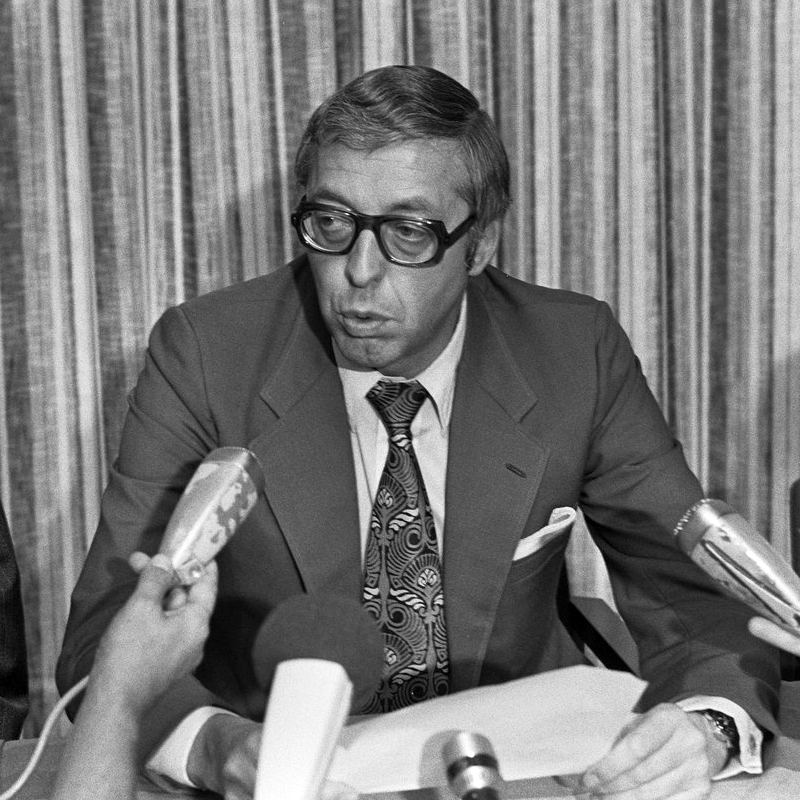
Jacques Hogewoning, 1973

Jacques Hogewoning (23 december 1924 - Amsterdam, 8 december 2005) was een Nederlands jurist en voetbalbestuurder.
Hogewoning was van huis uit jurist. Daarnaast was hij actief in de voetbalwereld. Hij was jarenlang voorzitter van de club HVC en van 1972 tot 1978 voorzitter van het sectiebestuur betaald voetbal van de KNVB. Zijn bestuur struikelde over de vraag of in het betaald voetbal shirtreclame moest worden ingevoerd.
In de jaren tachtig was Jacques Hogewoning vicevoorzitter onder André van der Louw. Hij werd in 1990 benoemd tot bondsridder, en overleed in 2005 op 80-jarige leeftijd.